# Anna Harrisonová
Anna Tuthillová Symmesová Harrisonová (25. července 1775 Flatbrookville, New Jersey – 25. února 1864 North Bend, Ohio) byla manželkou 9. prezidenta USA Williama Henryho Harrisona a v roce 1841 vykonávala funkci první dámy USA. Byla babičkou dalšího amerického prezidenta, Benjamina Harrisona.
Byla těžce nemocná a proto za ní funkci vykonávala její snacha Jane Irwin Harrisonová.

## Životopis
Narodila se Johnu Clevesi Symmesovi, kolonelovi revoluční armády, a jeho ženě Anně Tuthillové. Matka jí zemřela, když jí byl rok; její otec se oženil ještě dvakrát. Od 4 do 19 let se o ni starali prarodiče z matčiny strany. V letech 1787–1791 studovala internátní školu Isabelly Marshall Grahamové v New Yorku. 22. listopadu 1795 se provdala za Williama Henryho Harrisona. Měla 10 dětí, z nichž však všechny až na Johna Scotta Harrisona zemřely dříve než ona.
Od 4. března do 4. dubna byla první dámou USA. Během tohoto krátkého období ale byla nemocná, povinnosti první dámy za ni proto vykonávala její snacha Jane Irwin Harrisonová. Po manželově smrti bylo Anně Harrisonové jednorázově vyplaceno 25 000 $ jako vdovský důchod.